# Lista de gentílicos da França
Esta é uma lista de gentílicos da França.
Na França, os gentílicos das regiões, departamentos e comunas não têm estatuto oficial como o nome de uma comuna só poderá ser modificado por decreto e que não existe um procedimento para registrar um brasão.

## Gentílicos

### Gentílicos de rios e cursos de água
Três hidrônimos têm uma importância especial na geografia administrativa da França:
1. o Loire, em latim Liger, adjetivo correspondente ligeriano
2. o Sena, em latim Sequana, adjetivo correspondente sequanês
3. o Ródano, em latim Rhodanus, adjetivo correspondente rodaniano

### Gentílicos de regiões e departamentos metropolitanos, comunidades e territórios ultramarinos
A parte europeia da República Francesa (ou França metropolitana) é dividida em 13 regiões (incluindo a coletividade territorial da Córsega) que se dividem em 96 departamentos, que são numerados de 01 a 95, o número 20 é substituído pelas marcas de referência 2A e 2B. Seus habitantes podem ser referidos genericamente como Metropolitanos:
Grande Leste
- Alsácia: Alsaciano, Alsacianos, Alsaciana, Alsacianas
  - Baixo Reno (67): Bas-Rhinois (ou às vezes bassorrenanos)
    - Estrasburgo: Estrasburgueses

  - Alto Reno (68): Haut-Rhinois (ou às vezes altorrenanos)
    - Colmar: Colmariens
- Champanhe-Ardenas: Champardenês.
  - Esta região corresponde em grande parte à antiga Champanhe: Champanhês
  - Aube (10): Aubois
  - Ardenas (08): Ardenês
  - Alto Marne (52): Haut-Marnais ou Altimarnais
  - Marne (51): Marnais
- Lorena: Loreno, Lorenos, Lorena, Lorenas
  - Meurthe-et-Moselle (54): Meurthe-et-Mosellans (Meurthois é derivado do antigo (1790-1871) departamento de Meurthe)
    - Nancy: Nancéiens, Nancéiennes

  - Mosa (55): Mosianos; Meusois é uma forma errada
    - Bar-le-Duc: Barisiens, Barisiennes

  - Mosela (57): Moselanos
    - Metz: Messins, Messines

  - Vosges (88): Vosgianos
    - Épinal: Spinaliens, Spinaliennes

Nova Aquitânia
- Aquitânia: Aquitano, Aquitanos, Aquitana, Aquitanas
  - Dordonha (24): Dordognais[1]
    - corresponde à antiga província do Périgord: Périgourdin, Périgourdins, Périgourdine, Périgourdines

  - Gironda (33): Girondino, Girondinos, Girondina, Girondinas. Capital do departamento da Gironda, capital da região da Nova Aquitânia: Bordéus: Bordelês
  - Landes (40): Landais, Landaise, Landaises
  - Lot-et-Garonne (47): Lot-et-Garonnais, Lot-et-Garonnaise, Lot-et-Garonnaises
  - Pirenéus Atlânticos (64): Bearneses e Bascos ou Bascobearneses Bascos e Bearneses[2] O Petit Larousse 2004 no artigo "Pyrénées-Atlantiques" não dá nenhum nome para os seus habitantes.
    - antigamente (1790-1969) os Baixos Pirenéus (64) (BP): Bas-Pyrénéens
- Limusino: Limusino, Limusinos, Limusina, Limusinas
  - Corrèze (19): Corrèze
  - Creuse (23): Creusois
  - Alto Vienne (87): Alto-Viennois
- Poitou-Charentes: Picto-Charentais ou Picto-Carantonês, mas podemos escrever melhor Pictocharentais ou Pictocarantonês.
  - Charente (16): Charentais, Carantonês
  - Charente-Maritime (17): Charentais-Maritimes; se sugere Maricharentais
  - Deux-Sèvres (79): Deux-Sévriens
  - Vienne (86): Viennois

Auvérnia-Ródano-Alpes
- Auvérnia: Auvernhês, Auvernheses, Auvernhesa, Auvernhesas.
  - Allier (03): Borboneses; Élavérins ; se sugere Alliérains simplesmente.
  - Cantal (15): Cantalou foi formado com um sufixo local. O Petit Larousse 2004, no artigo "Cantal" dá Cantaliens.
  - Alto Loire (43): Altiligerianos.
  - Puy-de-Dome (63): Puydômois.
    - capital do departamento de Puy-de-Dome, capital da região de Auvérnia: Clermont-Ferrand: Clermontois
- Ródano-Alpes: Ródano-Alpinos.
  - Ain (01): de acordo com o Conselho geral da Ain, nenhuma palavra existe para designar os habitantes do departamento.
  - Ardèche (07): Ardèchois
  - Drôme (26): Drômois
  - Isère (38): Isèrois ou Iserans
  - Loire (42): Ligerianos
  - Ródano (69): Rodanianos. Capital do departamento do Ródano e da Metrópole de Lyon, capital da região da Auvérnia-Ródano-Alpes: Lyon: Lioneses
  - Saboia (73): Saboiardos, Savoiardos, Saboianos ou Savoianos (Savoiano(a) é o antigo gentílico dos habitantes da Savoia antes de sua anexação em 1860 pela França, ele é atualmente considerado (para alguns) como conotado politicamente por causa da Liga savoiana)
  - Alta Saboia (74): Alto-Saboiardo ou Alto-Savoiardo (Alto-Saboiardo(a)(s)), comumente Saboiardos ou Savoiardos ou o nome comunitário de Savoianos)

Borgonha-Franco-Condado
- Borgonha: Borgonheses.
  - Côte-d'Or (21): Costaloriens ou Côte-d'Oriens
  - Nièvre (58): Nivernais (corresponde à antiga província homônima). Os habitantes de Nevers, a capital, são os Neversois.
  - Saône-et-Loire (71): Saône-et-Loiriens
  - Yonne (89): Icaunais
- Franco-Condado: Franco-Condês, Franco-Condeses, Franco-Condesa, Franco-Condesas. Forma abreviada: (o) Condado: Condês
  - Doubs (25): Doubiens, Doubiennes ou Doubistes ("Doubsiens"[3] refere-se aos habitantes da comuna de Doubs situada neste departamento)
  - Jura (39): Jurassianos, Jurassianas
  - Alto Sona (70): Haut-Saônois, Hauts-Saônois
  - Território de Belfort (90): Na sequência de uma operação conduzida por uma estação de rádio local, uma votação foi realizada no início de 2011 e foi validada por um júri composto de personalidades. O termo escolhido por uma grande maioria é o de Terrifortains, Terrifortaines.  O site Habitants.fr validou esta escolha.[4]
    - capital do departamento de Território de Belfort (90): Belfort: Belfortains, Belfortaines

Bretanha
Bretão, Bretões, Bretã, Bretãs
- Côtes-d'Armor (22): Costarmoricanos, muitas vezes encontramos Costarmoricianos
  - antigamente (1790-1990) Côtes-du-Nord (22)
- Finisterra (29): Finisterrianos
- Ille-et-Vilaine (35): Bretilliens[5]
  - capital do departamento de Ille-et-Vilaine (35), a capital da região Bretanha: Rennes: Rennais
- Morbihan (56): Morbihannais, capital do departamento de Morbihan: Vannes: Vannetais

Centro-Vale do Loire
sugere-se que, pelo menos temporariamente, Centristas, ou melhor Centrais (sem conotação política).
- Cher (18): Berrichões ou Chérien[6]
- Eure-et-Loir (28): Euréliens
- Indre (36): Indriens mas também Berrichões
- Indre-et-Loire (37): Turenos ou Tourangeaux  (o nome da capital que deu seu nome à província de que o departamento ocupa a maior parte)
- Loir-et-Cher (41): Loir-et-Chériens
- Loiret (45): Loirétains[7]

Córsega
Corsos ou Corsas
- Tornou-se uma região monodepartamental no início da década de 1970, após separação da Provença-Costa-Azul; primeiro (1811-1975) departamento único (20) e, em seguida, dividido em dois:
- Córsega do Sul (2A): Corsos do Sul, às vezes Ajaccianos
- Alta Córsega (2B): Corsos do Norte, às vezes Alticorsos, Bastiais

Ilha de França
Francilianos
- Cidade de Paris (75): Parisienses
- Essonne (91): Essonniens
- Altos do Sena (92): Alto-Séquanais ou Haut-Seinais
- Sena e Marne (77): Seine-et-Marnais
- Seine-Saint-Denis (93): Séquanodionysien ou Séquano-Dionysien
- Vale do Marne (94): Val-de-Marnais ou melhor Valdemarnais
- Val-d'Oise (95): Valdoisiens melhor que Val-d'Oisiens
- Yvelines (78): Yvelinois

Occitânia
Occitanos
- Languedoque-Rossilhão: Languedocianos-Rossilhoneses.
  - Aude (11): Audois
  - Gard (30): Gardois
  - Hérault (34): Héraultais
  - Lozère (48): Lozériens
  - Pirenéus Orientais (66): Rossilhoneses ou Pirenalianos
- Midi-Pirenéus: Midi-Pireneanos, se pode escrever melhor Midipireneano. O Petit Larousse 2004, no artigo "Midi-Pyrénées" não dá um nome para seus habitantes.
  - Ariège (09): Ariégeois
  - Aveyron (12): Aveyronnais
    - corresponde à antiga província de Rouergue: Rouergats

  - Gers (32): Gersois
  - Alto Garona (31): Haut-Garonnais (de acordo com o Petit Larousse 2004, o haut não se aplica). Capital do departamento do Alto Garona, capital da região da Occitânia: Toulouse: Tolosano
  - Altos Pireneus (65): Alto-Pireneano. O Petit Larousse de 2004, no artigo "Pyrénées (Hautes-)" não dá nenhum nome para os seus habitantes.
  - Lot (46): Lotois
  - Tarn (81): Tarnais
  - Tarn-et-Garonne (82): Tarn-et-Garonnais

Altos da França
- Nord-Pas-de-Calais: Nord-Pas-de-Calaisiens. O Petit Larousse 2004, no artigo "Nord-Pas-de-Calais" não dá nenhum nome para seus habitantes.
  - Norte (59): Nortistas (de acordo com o Petit Larousse 2004). Capital do departamento do Norte, capital da região dos Altos da França: Lille: Lillois
  - Pas-de-Calais (62): Pas-de-Calaisiens. O Petit Larousse 2004, no artigo "Pas-de-Calais" não dá nenhum nome para os seus habitantes.
- Picardia: Picardo, Picardos, Picarda, Picardas. Ver informações adicionais sobre os Nomes dos habitantes da Picardia e de seus departamentos.
  - Aisne (02): Axonais
  - Oise (60): Oisiens ou Isariens
  - Somme (80): Samariens[8]

Normandia
Normandos
- Calvados (14): Calvadosiens
- Orne (61): Ornais
- Mancha (50): Manchois ou Manchots. O Petit Larousse 2004, no artigo "Manche (departamento)" dá-se de que a única forma Manchois.
  - O gentílico de La Mancha, região da Espanha, é o mesmo em francês.
- Eure (27): sem termo aceito; se sugere então Auduriens ou Eurois simplesmente; Alto-Normandos; Normandos. O Petit Larousse 2004, no artigo "Eure (département)" não dá nenhum nome para os seus habitantes. Os habitantes do Eure se chamam fluentemente Eurois
  - o departamento tem o nome do Eure rio cujo nome latino é Audura
- Sena Marítimo (76): os habitantes do Sena Marítimo, não tem um gentílico. Eles poderia considerar-se, antes de tudo como Normandos, mas eles foram dotados em 2005, pelo referendo postal e pela Internet do nome de Seinomarins.
  - antigamente (1790-1955) Sena Inferior (76)
  - capital do departamento de Sena Marítimo, capital da região da Normandia: Ruão: Ruanês

País do Loire
o Petit Larousse de 2009 não dá um gentílico.
- Loire-Atlantique (44): Mariligeriano[10]
  - Nantes: Nantais, Nantaises
- Maine-et-Loire (49): Angevinos; Mainéliens ou Mainoligériens[11]
- Mayenne (53): Mayennais
  - Laval: Lavallois, Lavalloises
- Sarthe (72): Sarthois
  - Le Mans: Manceaux, Mancelles (departamento toma a maior parte da antiga província de Maine, cujos habitantes são também les Manceaux)
- Vendeia (85): Vendeanos

Provença-Alpes-Costa Azul (PACA)
Provençal ou Pacaïens.
- Alpes da Alta Provença (04): Baixo-Alpinos
- Alpes Marítimos (06): Maralpinos ou Azuréens
  - ver também: comunas dos Alpes Marítimos
- Bocas do Ródano (13): Buccorhodaniens; Marirrodaniano. Capital do departamento de Bocas do Ródano, capital da região da Provença-Alpes-Costa Azul: Marselha: Marselheses
- Altos Alpes (05): Alto-Alpino (Alto(a)(s)-Alpino(a)(s))
- Var (83): Varois
- Vaucluse (84): Vauclusiens

Ultramar
Os franceses de ultramar são chamados de uma forma genérica Ultramarinos:
- Departamento e região de ultramar (DROM): Domiens (o termo refere-se aos habitantes e também pessoas originárias de um DOM, Département d'outre-mer). Os dois departamentos ultramarinos (Guadalupe e Reunião) constituem igualmente uma ROM (região de ultramar) monodepartamental, as três autoridades territoriais únicos, Guiana, Martinica e Mayotte, que é também um DOM.

- - Antilhas Francesas: Antilhanos
    - Guadalupe (971): Guadelupeanos
      - Ilhas do Santos (971): Saintois
      - Marie-Galante (971): Marie-Galantais
      - La Désirade (971): Désiradiens

    - Martinica (972) (coletividade territorial única): Martiniqueses

  - Guiana Francesa (973) (coletividade territorial única): Guianeses
  - Mascarenhas francesas: Mascarins
    - Reunião (974): Reunioneses, Borboneses (velho)

  - Mayotte (976) (ex 985): Mahorais ; glotônimos: shimaore; shibushi
- Coletividades de ultramar (ou COM) e de outros territórios: sem termo consagrado
  - Saint-Pierre e Miquelon (975): Saint-Pierrais, Miquelonnais
  - Antilhas Francesas: Antilhanos
    - São Bartolomeu (977): Saint-Barth
    - São Martinho (978): Saint-Martinois

  - Oceania Francesa: Oceanianos
    - Wallis e Futuna (986): Wallisianos-e-Futunianos
      - Wallis: Wallisianos
      - Futuna: Futunianos

    - Polinésia Francesa (987): Polinésios, Francopolinésios
      - Taiti: Taitianos ; glotônimo: taitiano
      - arquipélago de Tuamotu: os Paumotu
      - ilhas Marquesas: Marquesanos

    - Nova Caledônia (988): Neocaledonianos, Caledonianos
      - ilhas Loyauté: Loyaltiens

### Regiões naturais
Para as regiões históricas que não são regiões naturais, os antigos países e províncias, ver: Nomes dos habitantes das províncias da França.
- Alpes: Alpinos
- Armórica: Armoricanos (Armor, Argoat, Alta Bretanha, Baixo Loire, Baixa Normandia)
- Bacia Parisiense:
  - Bauges: Baujus
  - Brie: Briards
- Camarga: Camarguais
- Cabo de la Hague: Haguards ou Haguais
- Costa Azul: Azuréens
- Iles du Ponant: Iliens
- Ilhas de Barlavento e ilhas de Sotavento: Taitianos (se aplica às vezes a todas as ilhas da Sociedade)
- Marais breton: Maraîchins
- Maciço Central:
- Península do Cotentin: Cotentinês ou Cotentinais (há também Cotentinois)
- Pireneus: Pireneanos
- Roya: Royasques
- Tinée: Tinéens
- Vésubie: Vésubiens

### Províncias históricas
Ver: Nomes dos habitantes das províncias da França